# Pylaisiadelpha deplanatula
Pylaisiadelpha deplanatula là một loài Rêu trong họ Sematophyllaceae. Loài này được (Cardot) W.R. Buck miêu tả khoa học đầu tiên năm 1984.